# After School Club
After School Club, souvent abrégé en ASC, est un talk-show télévisé musical en direct sud-coréen, co-présenté par Park Ji-min, Han Hee-jun et Park Yu-ri. Les présentateurs précédents étaient Jang Han-byul, Eric Nam, Kevin Woo, Jae de Day6, Seungmin de Stray Kids et Woosung de The Rose.
L'émission existe depuis le 17 avril 2013, elle est produite par Lee Hyun-ah et diffusée sur Arirang TV. ASC présente divers artistes musicaux de Corée du Sud, et s'adresse à un public international. La langue principale est donc l'anglais, avec des sous-titres coréens, et d'autres traductions disponibles à l'antenne. Cela permet aux fans internationaux de K-pop d'interagir avec les artistes en direct via les médias sociaux : chats vidéo avec Google Hangouts, envois de tweets sur le compte Twitter officiel de l'émission, partages de commentaires et questions via le compte Facebook officiel de l'émission. Le talk-show est également disponible sur Viki, YouTube, Soompi et DramaFever,,.

## Présentateurs actuels
| Nom         | Durée                                                    | Notes                                                |
| ----------- | -------------------------------------------------------- | ---------------------------------------------------- |
| Park Ji-min | Épisode 67 (invité) Épisode 87 – présent (co-animatrice) | Co-animatrice avec Heejun.                           |
| Heejun      | Épisode 326 – présent (co-animateur)                     | Co-animateur avec Jimin. Remplaçant de Jae.          |
| Yuri        | Épisode 401 – présent (co-animateur)                     | Co-animateur avec Jimin et Heejun. Remplace Woosung. |

## Anciens présentateurs
| Nom           | Durée                                                               | Notes                                                                        |
| ------------- | ------------------------------------------------------------------- | ---------------------------------------------------------------------------- |
| Jang Han-byul | Épisodes 1 – 39                                                     | Premier présentateur de l'émission avec Eric Nam                             |
| Eric Nam      | Épisodes 150, 300 (invité) Épisodes 1 – 207                         | Présentateur principal de After School Club.                                 |
| Kevin Woo     | Épisodes 3, 31, 312 (invité) Épisodes 43 – 311 (co-animateur)       | Remplace Hanbyul. Co-animateur avec Jimin et Jae après le départ d'Eric Nam. |
| Jae Park      | Épisodes 214, 325 (invité) Épisodes 218 – 324 (co-animateur)        | Co-animateur avec Jimin et Kevin. Remplace Eric Nam.                         |
| Seungmin      | Épisodes 310, 318, 329, 340 (invité) Épisodes 326 – 348 (co-invité) | Co-animateur avec Jimin et Heejun. Remplace Jae et Kevin.                    |
| Kim Woo-sung  | Épisodes 361 – 401 (co-animateur)                                   | Co-animateur avec Jimin et Heejun. Remplace Seungmin.                        |